# Церква Успіння Пресвятої Богородиці (Великий Говилів)
Церква Успіння Пресвятої Богородиці у Великому Говилові — парафія і храм греко-католицької громади Теребовлянського деканату Тернопільсько-Зборівської архієпархії Української греко-католицької церкви в селі Великий Говилів Чортківського району Тернопільської области.

## Історія церкви
Храм був збудований у 1844 році (за іншими даними, у 1852) за служіння пароха о. Григорія Оленицького за пожертви місцевого пана та громади села. Парафія та храм належали до УГКЦ до 1946 року, після чого їх було закрито. У 1990 році парафію і храм відновлено в лоні УГКЦ.
У 2002 році єпископ Михаїл Сабрига здійснив візитацію парафії. У 2007 році єпископ Тернопільсько-Зборівський Василій Семенюк нагородив о. Миколу нагрудним золотим хрестом.
При парафії діють:
- Братство «Апостольство молитви».
- Марійська та Вівтарна дружини.

На території парафії встановлено хрест на честь скасування панщини. Парафія володіє проборством, господарським приміщенням і 1,5 га землі.

## Парохи
- о. Григорій Олесницький,
- о. Дмитро Хоминець,
- о. Володимир Богачевський,
- о. Василій Бартків,
- о. Курп'як,
- о. Михаїл Новіцький,
- о. Степан Мальований,
- о. Роман Гамарцей,
- о. Володимир Заліський,
- о. Микола Цибульський (з 1996).